# McCartney II
McCartney II je druhé sólové studiové album britského zpěváka a hudebníka Paula McCartneyho. Vydáno bylo v roce 1980, tedy rok před rozpadem jeho hudební skupiny Wings. Album McCartney II se hudebně výrazně odlišuje od McCartneyho předchozí tvorby, jelikož se v něm ve zvýšené míře objevují syntezátory a dále experimentální hudební prvky.

## Seznam skladeb
Všechny skladby napsal Paul McCartney.
První strana
1. „Coming Up“ – 3:53
2. „Temporary Secretary“ – 3:14
3. „On the Way“ – 3:38
4. „Waterfalls“ – 4:42
5. „Nobody Knows“ – 2:52

Druhá strana
1. „Front Parlour“ – 3:32
2. „Summer's Day Song“ – 3:25
3. „Frozen Jap“ – 3:40
4. „Bogey Music“ – 3:27
5. „Darkroom“ – 2:20
6. „One of These Days“ – 3:35

## Obsazení
- Paul McCartney – zpěv, kytara, basová kytara, elektrické piano, klávesy, bicí